# Erramatti Mangamma
Erramatti Mangamma (Hyderabad, 1945) é conhecida por ser a mulher mais idosa do mundo a dar à luz, tendo realizado esse feito em 5 de setembro de 2019, quando ela teve gêmeos aos 74 anos de idade. O recorde anterior era de Daljinder Kaur, que deu à luz um bebê aos 72 anos de idade.

## Biografia
Erramatti Mangamma casou-se com Raja Rao em 1962 em Andra Pradexe. No entanto, de acordo com os relatos, o casal não pôde dar à luz um bebê durante muito tempo.

## Gravidez
Acredita-se que o casal tenha consultado vários médicos por um longo tempo e, finalmente, eles deram à luz gêmeos após consultar um médico da vila Shanakkalaya Umashankar em novembro de 2018. O casal deu à luz gêmeos pela primeira vez após o casamento em 1962. Erramatti deu à luz seus bebês gêmeos em 5 de setembro de 2019, após serem concebidos através do processo de fertilização in vitro por cesariana na cidade de Hyderabad, em Guntur. Na verdade, ela também se tornou a mulher mais idosa a dar à luz gêmeos.